# Ponera bishamon
Ponera bishamon  (лат.) — вид мелких муравьёв рода Ponera из подсемейства Ponerinae (Formicidae). Название дано в честь Бисямонтэна, одного из Четырёх Небесных Царей в буддизме (богов-хранителей), каждый из которых оберегает одну из четырех сторон света. 

## Распространение
Восточная Азия: Япония.

## Описание
Мелкого размера муравьи коричневого цвета (2—3 мм). Отличаются вытянутым брюшком (первый тергит длиннее своей ширины), микросетчатостью головы, скапуса и переденеспинки; мезонотум, проподеум и брюшко пунктированные; тело коричнево-чёрное, жвалы, усики и ноги желтоватые. Усики рабочих и самок 12-члениковые. Нижнечелюстные щупики 2-члениковые, нижнегубные щупики состоят из 2 сегментов (формула щупиков 2,2). Голова вытянутая. Глаза мелкие и неотчётливые (одна фасетка), оцеллии у рабочих отсутствуют (у самок есть). Жвалы треугольные, лобные валики отсутствуют. Стебелёк между грудкой и брюшком состоит из одного массивного членика (петиоль).